# Conrado Íscar
Conrado Íscar Ordóñez (Valladolid, 27 de julio de 1975) es un político español, actual presidente de la Diputación de Valladolid desde las elecciones municipales de 2019.
Vinculado a la localidad vallisoletana de Matapozuelos, de la que es alcalde desde 2007, desde marzo de 2021 ocupa la presidencia del Partido Popular de la provincia de Valladolid.